# Clinidae

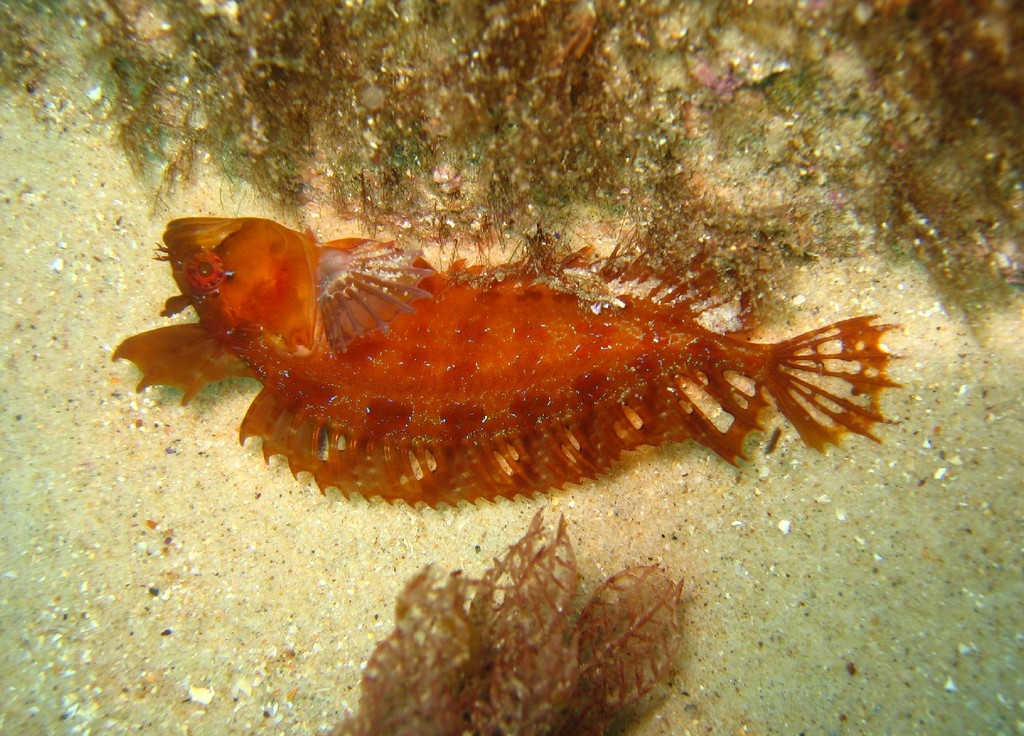
Heteroclinus roseus.

Los Clinidae (clínidos) es una familia de peces marinos incluida en el orden Perciformes. Se distribuyen por aguas templadas de todo el mundo, la mayoría son endemismos de Australia y Sudáfrica, sólo cuatro géneros fuera de ambos países: Clinitrachus, Gibbonsia, Myxodes y Ribeiroclinus.

## Morfología
Con la excepción del gigantesco Heterostichus rostratus, de hasta 60 cm, la mayoría son muy pequeños. Pueden tener un cuerpo aplastado o delgado, por lo que algunos son similares a las anguilas. Las espinas en la aleta dorsal son más largas que los radios blandos. Tienen además dos espinas en la aleta anal. Al igual que otros blenoideos, los clínidos presentan estructuras bigote en la cabeza llamadas cirros.
La mayoría de las especies poseen coloraciones muy ricas y variables, en tonos entre marrón rojizo a verde oliva, a menudo en patrones crípticos para camuflarse entre la densa maleza de algas en la que suelen vivir.

## Comportamiento
Generalmente permanecen en las zonas intermareales a profundidades de unos 40 metros, algunas especies también se encuentran en las charcas de marea.
Los huevos son depositados en algas, donde son guardados por los machos. Se alimentan principalmente de pequeños crustáceos y moluscos.

## Géneros
Existen unas 88 especies agrupadas en 26 géneros:
- Blennioclinus (Gill, 1860)
- Blennophis (Swainson, 1839)
- Cancelloxus (Smith, 1961)
- Cirrhibarbis (Valenciennes, 1836)
- Climacoporus (Barnard, 1935)
- Clinitrachus (Swainson, 1839)
- Clinoporus (Barnard, 1927)
- Clinus (Cuvier, 1816)
- Cologrammus (Gill, 1893)
- Cristiceps (Valenciennes, 1836)
- Ericentrus (Gill, 1893)
- Fucomimus (Smith, 1946)
- Gibbonsia (Cooper, 1864)
- Heteroclinus (Castelnau, 1872)
- Heterostichus (Girard, 1854)
- Muraenoclinus (Smith, 1946)
- Myxodes (Cuvier, 1829)
- Ophiclinops (Whitley, 1932)
- Ophiclinus (Castelnau, 1872)
- Pavoclinus (Smith, 1946)
- Peronedys (Steindachner, 1883)
- Ribeiroclinus (Pinto, 1965)
- Smithichthys (Hubbs, 1952)
- Springeratus (Shen, 1971)
- Sticharium (Günther, 1867)
- Xenopoclinus (Smith, 1948)